# Café de Tacuba

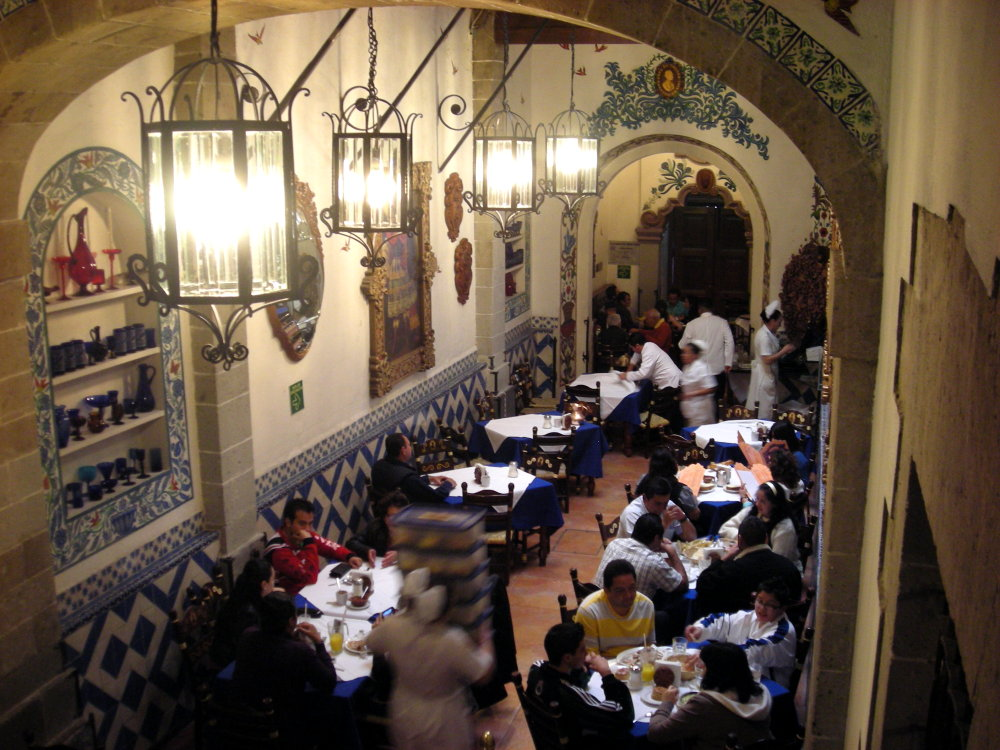
Uno de los ambientes del interior del restaurante.

Café de Tacuba es un restaurante mexicano, ubicado en el Centro Histórico de la Ciudad de México, a pocas cuadras de la Plaza de la Constitución (El Zócalo). Es uno de los locales gastronómicos más tradicionales del Centro Histórico, fundado en 1912 en una antigua casona de calle de Tacuba, con un menú basado en platos clásicos de la cocina mexicana.
Se encuentra ubicado en calle de Tacuba 28 (entre Allende y República de Chile), Colonia Centro, Alcaldía Cuauhtémoc, Ciudad de México, México. Atiende al público de lunes a domingo, de las 8 de la mañana a las 11 de la noche.

## Historia

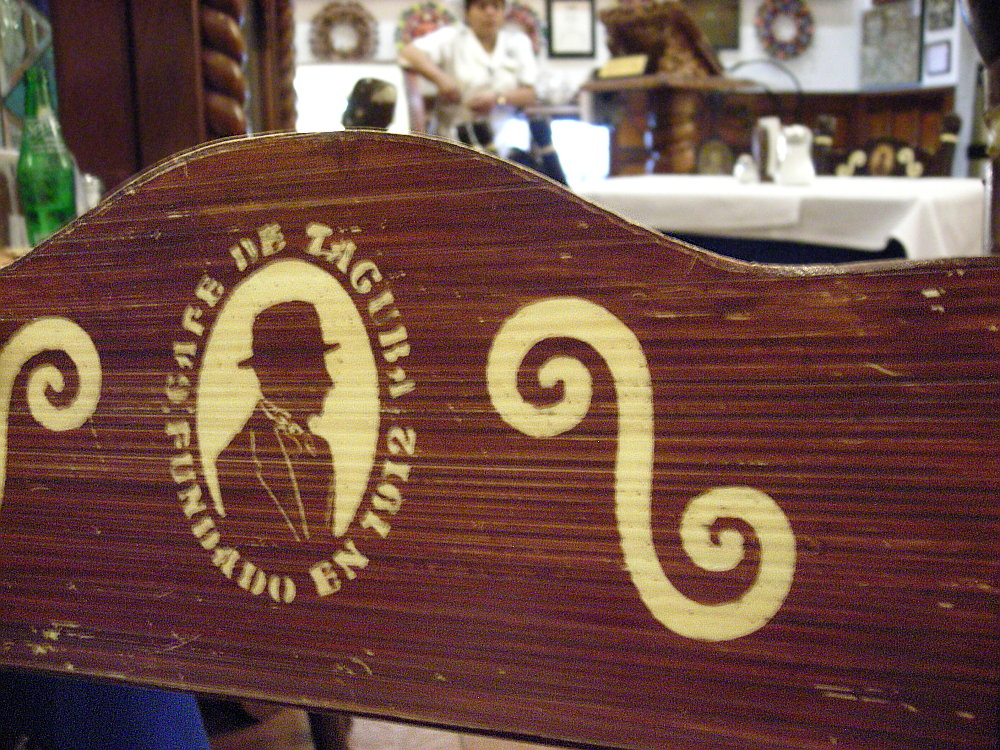
Detalle del mobiliario.

A principios de 1900, la casona del siglo XVII donde se instalaría más tarde el Café de Tacuba funcionaba como una lechería. El 12 de octubre de 1912, llegó de Villahermosa, Tabasco Dionisio Mollinedo, fundador del restaurante.
El Café de Tacuba fue fundado en 1912, cuando este tramo de la Calzada México-Tacuba ya recibía su actual denominación calle de Tacuba. Fue dotado con decoración típica mexicana, incluyendo pinturas clásicas.
En 1922, el muralista Diego Rivera contrajo matrimonio con la novelista Guadalupe Marín, y en el restaurante se realizó la recepción y el banquete.

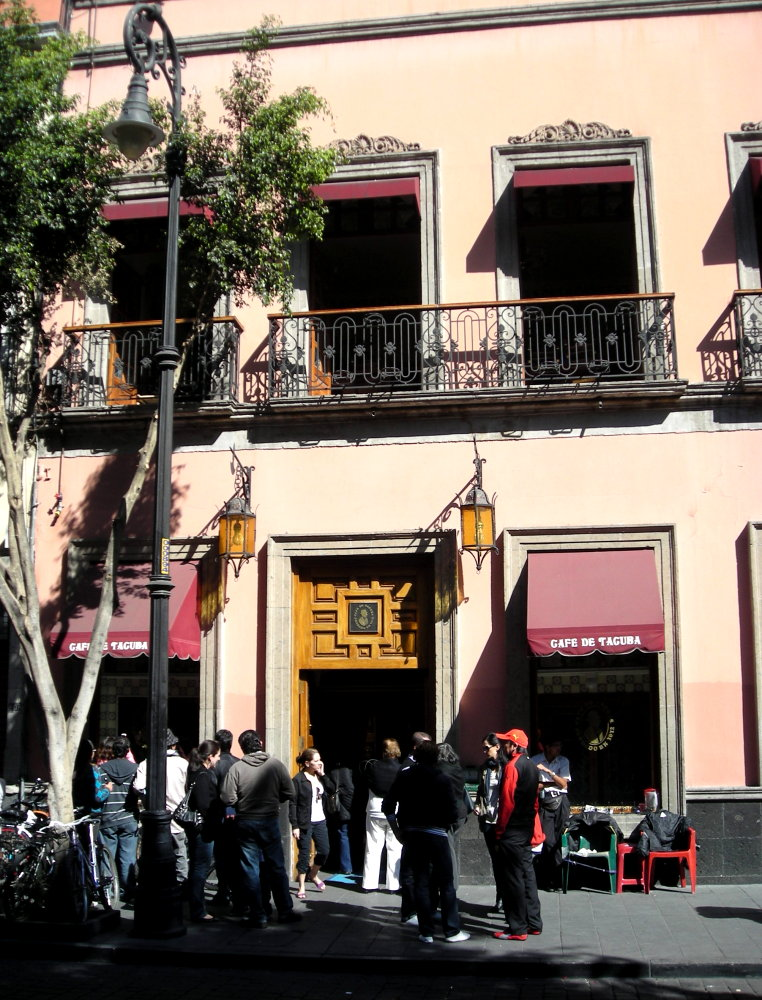
Fachada del restaurante.

El compositor e intérprete Agustín Lara era uno de los comensales famosos que acostumbraba visitar el local, así como algunos de los presidentes de México.
El 25 de junio de 1936 fue asesinado en una de las mesas del local el entonces gobernador electo de Xalapa, Veracruz, Manlio Fabio Altamirano Flores. El atacante ingresó en el Café de Tacuba y disparó entre seis y ocho veces contra el político, que comía con su esposa. No hubo condenados por el crimen, atribuido a un grupo de sicarios denominado “La Mano Negra”.
Uno de los primeros empleados de Café de Tacuba, Santos Hernández, fue tomado como modelo por Oscar Lewis para su novela "The children of Sanchez". Posteriormente, en 1978, se rodaron en el local escenas para la coproducción mexicano-estadounidense "Los hijos de Sánchez", basada en dicha novela, en la que Anthony Quinn personificaba al personaje central.
El 13 de abril de 1999, un incendio quemó el mobiliario del salón principal pero la estructura del edificio quedó a salvo por la acción de los bomberos, que fueron recompensados con un desayuno en el local cuando fue reabierto, el 27 de julio de ese mismo año.
En la actualidad, con servicio de desayuno, bar, almuerzo y cena, el restaurante conserva la fisonomía de sus comienzos.

## El Café de Tacuba y el arte

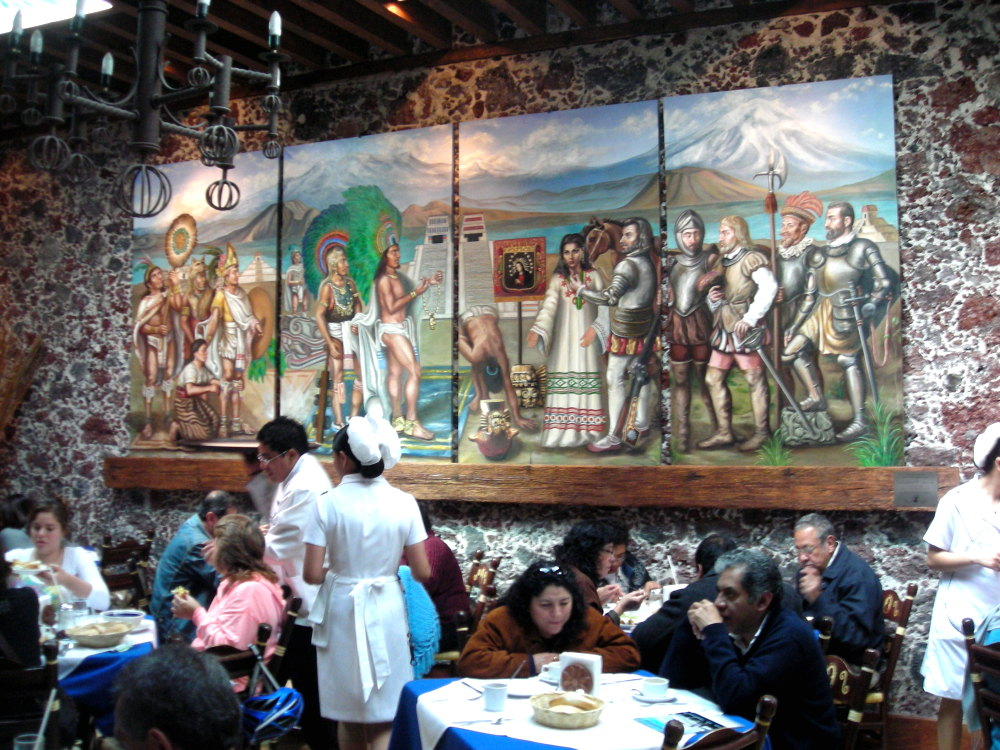
Uno de los murales de la planta superior.

Dentro del local se encuentran pinturas clásicas de la etapa novo hispana, así como mosaicos poblanos y vitrales. Entre las pinturas se encuentran "La niña en traje rojo", un retrato de José de la Borda (quien vivía muy cerca, en Calle Francisco I. Madero, en la llamada Casa Borda), una dama engalanada, una copia de un óleo de Miguel Cabrera de Sor Juana Inés de la Cruz (cuyo original se encuentra en el Castillo de Chapultepec), y una Virgen del Rosario del siglo XVII, de José Rodríguez Carnero. Asimismo, en el salón interior hay dos óleos de 1946 de Carlos González que recrean los descubrimientos del mole y del chocolate, este último incluyendo una imagen del periodista Don Manuel Horta.

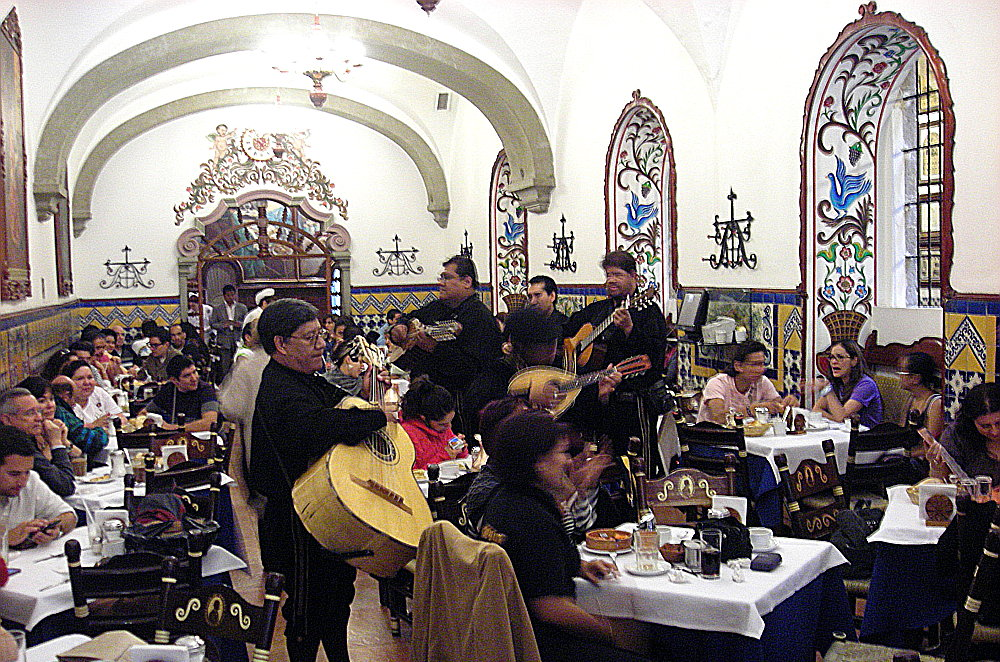
Mariachis en el salón principal.

El Café de Tacuba también está estrechamente relacionado con la música, ya que de miércoles a domingo se puede escuchar música de tuna; el grupo musical lleva por nombre "Tuna Bohemia del Estado de México" y va recorriendo las mesas mientras interpreta música española, mexicana e instrumental, entre otras.

La banda mexicana Café Tacvba adoptó su actual nombre en honor al restaurante, cuando sus integrantes se mudaron a la Ciudad de México (son originarios de Ciudad Satélite), aunque utilizando una grafía de tipo antiguo (reemplazaron la u por la v) para evitar problemas legales. Con el éxito obtenido en distintos países, Café Tacvba hizo conocido el nombre del Café de Tacuba fronteras afuera de México.